# Palacio de Mondragón

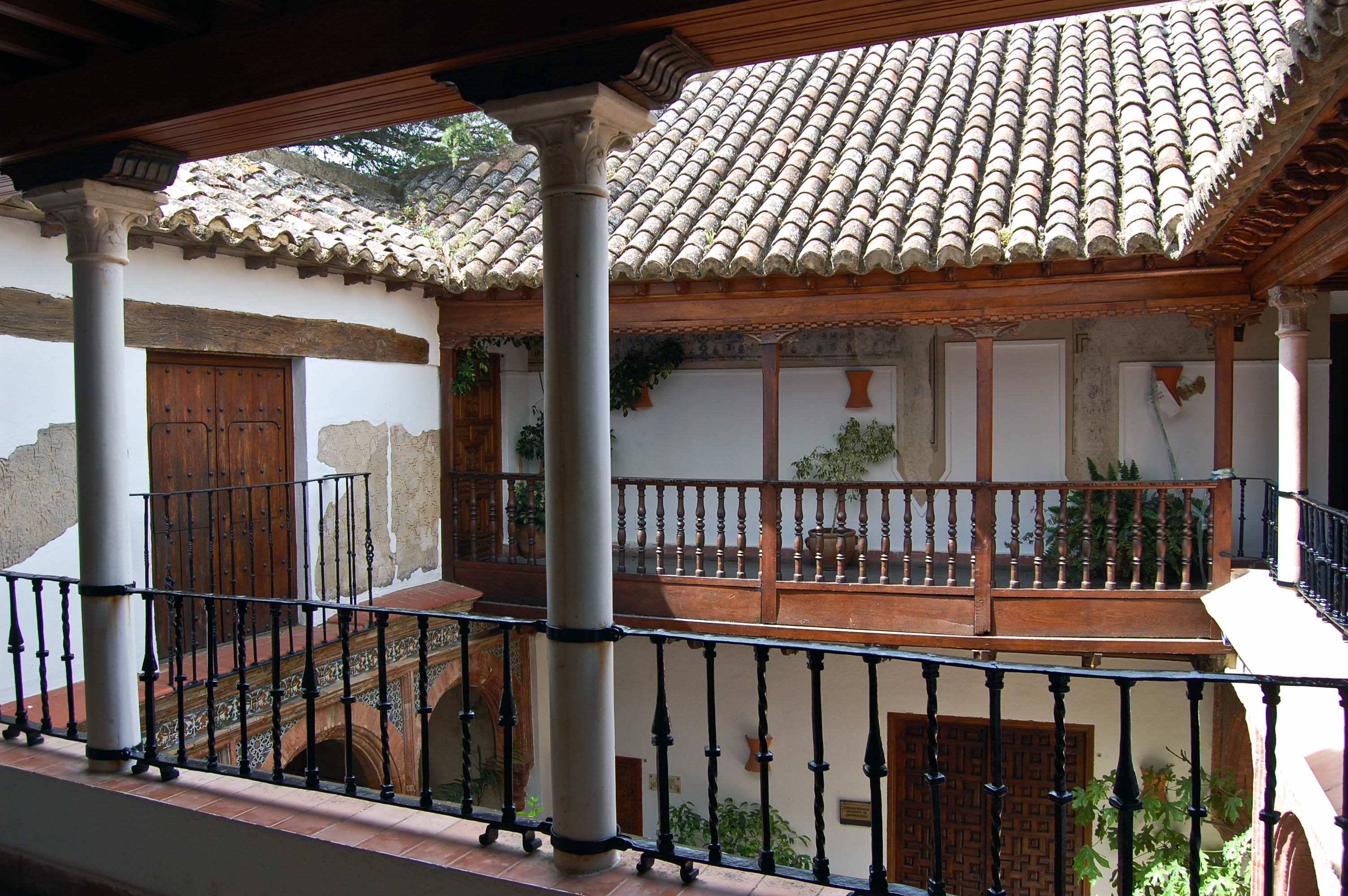
Claustro del palacio.

El palacio de Mondragón, también conocido como palacio del marqués de Villasierra, es un edificio mudéjar-renacentista situado en el casco antiguo de la ciudad de Ronda, España. En la actualidad el palacio alberga el Museo Municipal de Ronda.

## Historia
Aunque la leyenda lo sitúa como residencia de los reyes de la Taifa de Ronda, los datos históricos relatan que es un palacio de origen andalusí, donde en el siglo XIV residió el rey benimerí Abd al Malik, hijo del sultán de Marruecos Abu al-Hasan 'Ali. Tras la muerte de Abd al Malik, Ronda pasó a depender del Reino de Granada y el palacio pasó a ser la residencia del gobernador nazarí siendo su último ocupante Hamed el Zegrí.
De su época musulmana sólo queda el trazado de su planta, los cimientos y unos pasadizos subterráneos que comunicaban el jardín con el antiguo alcázar.
El 24 de mayo de 1485, Ronda es conquistada por los Reyes Católicos quienes fijan su residencia en el palacio durante su estancia en la ciudad tras lo cual pasa a manos del capitán Melchor de Mondragón, cuyo escudo aparece en la portada y que dará nombre al palacio. Posteriormente pasará a manos de Fernando de Valenzuela, Marqués de Villasierra.

## Estructura
La fachada es de principios del siglo XVI, destacándose en sus ángulos dos torres cuadradas de ladrillo, cubiertas a cuatro vertientes. En ella se realiza en el siglo XVIII, y en estilo barroco, hecho de sillería y con una portada con columnas. 
El interior del Palacio se articula en torno a tres patios. El patio de entrada, conocido también como patio del pozo, es del siglo XVIII, presentando una galería en dos de sus testeros, con arcos de medio. El segundo patio es el patio Mudéjar y data del siglo XVI, aunque presenta una mezcla de estilos gótico, renacentista y mudéjar. Desde este patio, un arco de herradura (con puerta mudéjar) da salida al jardín. El tercer patio es de estilo tardo gótico. Del interior destaca el Salón noble del palacio con artesonado mudéjar.

## Museo de Ronda
El Ayuntamiento de Ronda compra el Palacio de Mondragón para convertirlo en museo en el año 1975. Durante los años 1980 y 1990 se realizan las obras por parte de la Escuela Taller de Ronda. Después se instalan las primeras salas, pero no será hasta el año 2006 cuando se abran las salas visitables actualmente.